# Darnell Boone
Darnell Lamont Boone (* 21. Januar 1980 in Youngstown, Ohio) ist ein US-amerikanischer Profiboxer.

## Karriere
Darnell Boone lebt seit 2003 in Georgia und hatte lediglich rund zehn Amateurkämpfe bestritten, ehe er aus finanziellen Gründen 2004 Profiboxer wurde. Er kämpfte bisher in den USA, in Kanada und Mexiko, vorwiegend im Supermittelgewicht und Mittelgewicht. Im Laufe seiner Karriere erarbeitete er sich nur eine durchwachsene Kampfbilanz, schlug aber eine Reihe starker Gegner und boxte gegen einige der weltbesten Kämpfer seiner Gewichtsklasse. 
Er besiegte ungeschlagene Boxer wie Chris Archer (4-0), Ronald Johnson (6-0), James Johnson (7-0), James Countryman (8-0) und Willie Monroe junior (10-0), letzterer boxte im Mai 2015 um die WM-Gürtel der IBO WBC und WBA gegen Gennadi Golowkin. Weitere Siege gegen Boxer mit positiven Bilanzen erzielte Boone unter anderem gegen Rasheem Brown (17-2), Calvin Green (20-3) und Phillip Benson (15-1).
Am 19. November 2005 boxte er gegen den Olympiasieger und später besten Supermittelgewichtler der Welt, Andre Ward (6-0). Boone verlor den ausgeglichen wirkenden Kampf zwar nach Punkten (167:174), erzielte jedoch in der vierten Runde einen Niederschlag gegen Ward. Gegen den ungeschlagenen Lajuan Simon (13-0) erzielte er im April 2006 ein Unentschieden. Simon wurde später als WM-Herausforderer von Arthur Abraham und Gennadi Golowkin bekannt.
Am 16. April 2010 besiegte er überraschend den ungeschlagenen, späteren WBC-Weltmeister Adonis Stevenson (13-0) durch K. o. in der zweiten Runde. Im nächsten Kampf erreichte er zudem ein Unentschieden gegen Lennox Allen (12-0). 
Am 9. Oktober 2010 boxte er gegen Sergei Kowaljow (9-0), der später zum weltbesten Halbschwergewichtler aufstieg. Dabei verlor Boone nur knapp nach Punkten (2:1 Punktrichterentscheidung). Im November 2013 boxte er ein weiteres Unentschieden gegen Morgan Fitch (11-0).
Weitere bedeutende Gegner seiner Laufbahn waren bisher Anthony Thompson (20-1), Enrique Ornelas (22-2), Jean Pascal (12-0), Curtis Stevens (16-1), Erislandy Lara (6-0), Edwin Rodríguez (11-0), Marco Peribán (9-0) und Arif Magomedow (14-0). Gegen diese Gegner musste Boone jeweils eine Niederlage hinnehmen, wobei er jedoch nur gegen Peribán vorzeitig verlor. Außerdem unterlag er in Rückkämpfen gegen Stevenson und Kowaljow.
Boone war zudem bereits Sparringspartner von Kelly Pavlik und Gennadi Golowkin.